# Rubro Social Esporte Clube
Rubro Social Esporte Clube é uma agremiação esportiva concebida na cidade de Araruama, no estado do Rio de Janeiro, fundada a 30 de agosto de 1991. O clube mandava os seus jogos na Arena Guanabara. Suas cores são branco, vermelho e preto.

## História

### Rubro Foot Ball Club

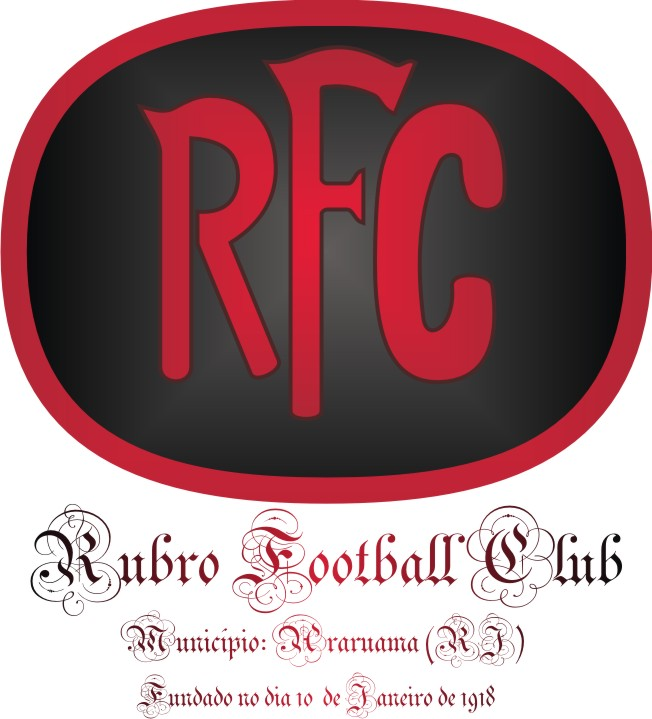
Primeiro escudo do Rubro

Inicialmente concebido como Rubro Foot Ball Club, a 10 de janeiro de 1918, sua denominação foi inspirada no bar e restaurante Rubro, local onde os atletas se encontravam e se confraternizavam em Araruama. Até a década de 1930 a intitulação continuou a mesma até ser mudada para Rubro Atlético Clube.

### Rubro Atlético Clube
A estreia como Rubro Atlético Clube, no profissionalismo, ocorreu em 1979, na Divisão de Acesso, atual Segunda Divisão. O time ficou em oitavo lugar, em um campeonato composto por dez agremiações. Naquela oportunidade o Friburgo Foot Ball Club foi o campeão e o vice, o Esporte Clube Costeira, mas o campeão e o vice não tinham acesso. Completaram a classificação Novo Rio Futebol Clube, Clube Esportivo Rio Branco, Nacional Foot-Ball Club, Nalin Futebol Clube, Cruzeiro Futebol Clube, Rubro, Rio das Ostras Futebol Clube e Mesquita Futebol Clube.
Disputa a primeira edição do Estadual da Terceira Divisão, em 1981, quando se sagra vice-campeão em um certame por pontos corridos disputado por dois turnos e apenas uma fase. O campeão é o Mesquita Futebol Clube e ambos são promovidos à Segunda Divisão. A União Esportiva Coelho da Rocha fica na terceira posição, seguida de Clube Esportivo Rio Branco, Nacional Foot-Ball Club, Nova Friburgo Futebol Clube, Rio das Ostras Futebol Clube e Cruzeiro Futebol Clube.
Em 1982, já na Segunda Divisão, termina em oitavo lugar. Sobem Goytacaz Futebol Clube e São Cristóvão de Futebol e Regatas. Olaria Atlético Clube, Serrano Foot Ball Club, Friburguense Atlético Clube, Associação Desportiva Niterói, Mesquita Futebol Clube e Rubro completam a tábua de classificação.
Em 1983, é apenas o sétimo, entre oito participantes. O Olaria Atlético Clube sagra-se campeão da competição e ascende juntamente com o Friburguense Atlético Clube. Completam a classificação Serrano Foot Ball Club, Associação Atlética Portuguesa, Madureira Esporte Clube, Rubro e o lanterna Mesquita Futebol Clube.
Em 1984, é o sexto colocado nos dois turnos. No primeiro turno o Bonsucesso Futebol Clube lidera e garantiu ponto de bonificação para a final. O Esporte Clube Siderantim é o segundo, seguido de São Cristóvão de Futebol e Regatas, Associação Atlética Cabofriense, Associação Atlética Portuguesa, Rubro, Nacional Foot-Ball Club e Madureira Esporte Clube. No segundo turno o Bonsucesso foi novamente o primeiro, seguido de Cabofriense, São Cristóvão, Portuguesa, Madureira, Rubro, Nacional e Siderantim. No Grupo de Descenso o Madureira ficou na liderança, seguido do Siderantim. Rubro e Nacional cairíam para a Terceira Divisão. Já no Grupo de Acesso, o Bonsucesso confirmou seu favoritismo e se sagrou campeão da Segunda Divisão, tendo como vice a Portuguesa. Completaram a classificação a Cabofriense e o São Cristóvão.

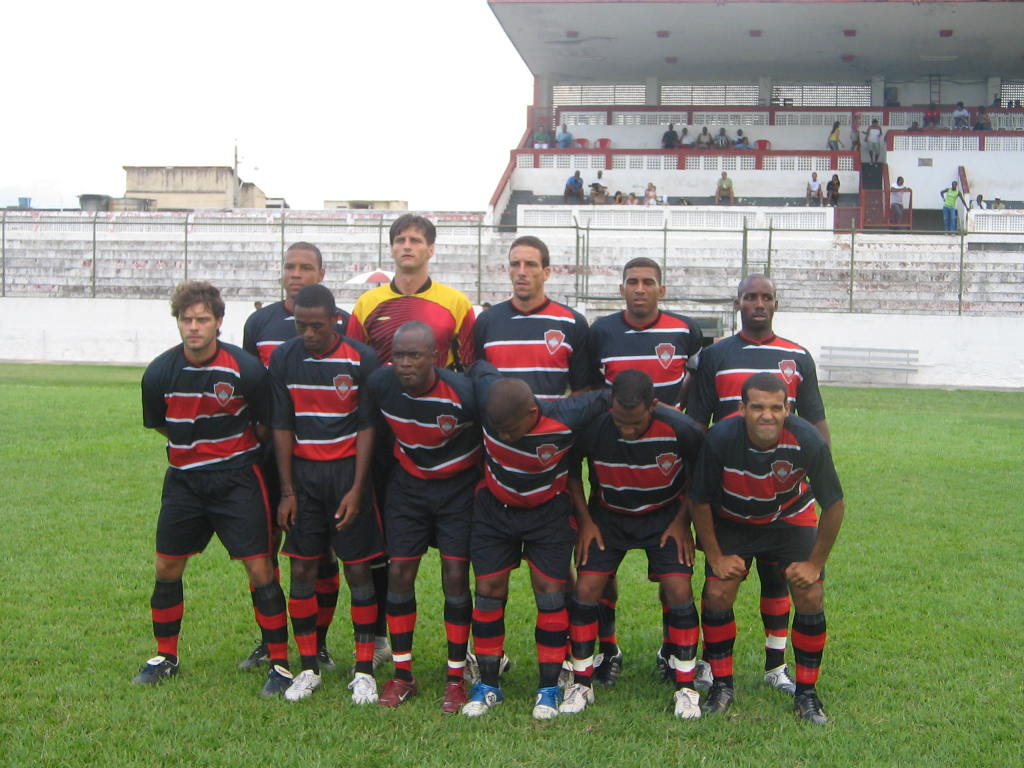
Equipe do Rubro Social, em 2007. Foto de Paulo Roberto Rodrigues

Em 1985, é apenas o oitavo. Campo Grande Atlético Clube e Mesquita Futebol Clube garante a promoção à elite do futebol fluminense. A Associação Atlética Cabofriense é a terceira, seguida de Clube Esportivo Rio Branco, Friburguense Atlético Clube, Serrano Foot Ball Club, Royal Sport Club, Rubro, São Cristóvão de Futebol e Regatas, Madureira Esporte Clube, Esporte Clube Siderantim e Nacional Foot-Ball Club.
Em 1986, é o penúltimo colocado, à frente apenas do Esporte Clube Siderantim. Naquele ano foram promovidos Porto Alegre Futebol Clube e Associação Atlética Cabofriense. Volta Redonda Futebol Clube, São Cristóvão de Futebol e Regatas, Serrano Foot Ball Club, Friburguense Atlético Clube, Central Sport Club, Clube Esportivo Rio Branco, Bonsucesso Futebol Clube, Madureira Esporte Clube, Rubro e Esporte Clube Siderantim.
Em 1987, é o oitavo nos dois turnos. No primeiro turno se classifica para a final do certame o líder Friburguense Atlético Clube. O Bonsucesso Futebol Clube fica na segunda posição. A seguir Central Sport Club, Volta Redonda Futebol Clube, Serrano Foot Ball Club, São Cristóvão de Futebol e Regatas, Madureira Esporte Clube, Rubro, Esporte Clube Siderantim, Esporte Clube Nova Cidade, Clube Esportivo Rio Branco e Tomazinho Futebol Clube. No segundo turno, o vencedor é o Volta Redonda, que se habilita à final contra o Friburguense. O Central fica em segundo, seguido de Friburguense, Bonsucesso, São Cristóvão, Nova Cidade, Madureira, Rubro, Siderantim, Tomazinho, Serrano e Rio Branco.
Em 1988, é sexto no primeiro turno e oitavo no segundo. No primeiro turno o primeiro colocado é o São Cristóvão de Futebol e Regatas, seguido de Serrano Foot Ball Club, Mesquita Futebol Clube, Olaria Atlético Clube, Central Sport Club, Rubro, Campo Grande Atlético Clube, Associação Atlética Portuguesa, Madureira Esporte Clube, Bonsucesso Futebol Clube, Paduano Esporte Clube, Esporte Clube Miguel Couto, Esporte Clube Nova Cidade e Tomazinho Futebol Clube. Já no segundo turno o líder foi o Campo Grande, seguido do Nova Cidade. A seguir, Olaria, Central, Paduano, Mesquita, Rubro, Portuguesa, São Cristóvão, Miguel Couto, Bonsucesso, Madureira e Tomazinho. Na decisão do segundo turno, o Nova Cidade goleou o Campo Grande e se classificou para a fase final composta também por Olaria, Campo Grande, São Cristóvão. O Nova Cidade foi o campeão da Segunda Divisão e o Olaria, em decisão extra, venceu o Campo Grande, ficando com o vice-campeonato e ganhando também o acesso à Primeira Divisão.
Em 1989, é terceiro no primeiro turno e décimo-primeiro no segundo. No primeiro turno o líder é o São Cristóvão de Futebol e Regatas, seguido do América Futebol Clube (TR), Rubro, Goytacaz Futebol Clube, Paduano Esporte Clube, Madureira Esporte Clube, Mesquita Futebol Clube, Friburguense Atlético Clube, Tomazinho Futebol Clube, Esporte Clube Miguel Couto, Associação Atlética Portuguesa, União Nacional Futebol Clube, Bonsucesso Futebol Clube e Campo Grande Atlético Clube. Na decisão do primeiro turno o América-TR derrota o São Cristóvão. Já no segundo turno a liderança cabe ao Campo Grande, seguido de Mesquita, São Cristóvão, Goytacaz, Friburguense, Miguel Couto, Tomazinho, União Nacional, América-TR, Portuguesa, Rubro, Bonsucesso, Paduano e Madureira. No turno final o América-TR sagra-se campeão e o Campo Grande é o vice. o São Cristóvão, eliminado, fica em terceiro.

### Araruama Futebol Clube (1990)
Em 1990, o Rubro Atlético Clube passa a disputar curiosamente o campeonato como Araruama Futebol Clube. A equipe fica em sétimo lugar, penúltima da chave, e não consegue se classificar para a fase final. Na chave "A" o líder é o Esporte Clube Miguel Couto, seguido de Volta Redonda, São Cristóvão de Futebol e Regatas, Associação Atlética Portuguesa, Goytacaz Futebol Clube, União Nacional Futebol Clube, Araruama Esporte Clube e Tomazinho Futebol Clube. Na fase final o Volta Redonda é o líder e consegue o acesso à Primeira Divisão juntamente com a segunda colocada, Associação Atlética Portuguesa, Bonsucesso Futebol Clube, Madureira Esporte Clube, São Cristóvão de Futebol e Regatas, Olaria Atlético Clube, Esporte Clube Miguel Couto e Paduano Esporte Clube.

### Rubro Social Esporte Clube

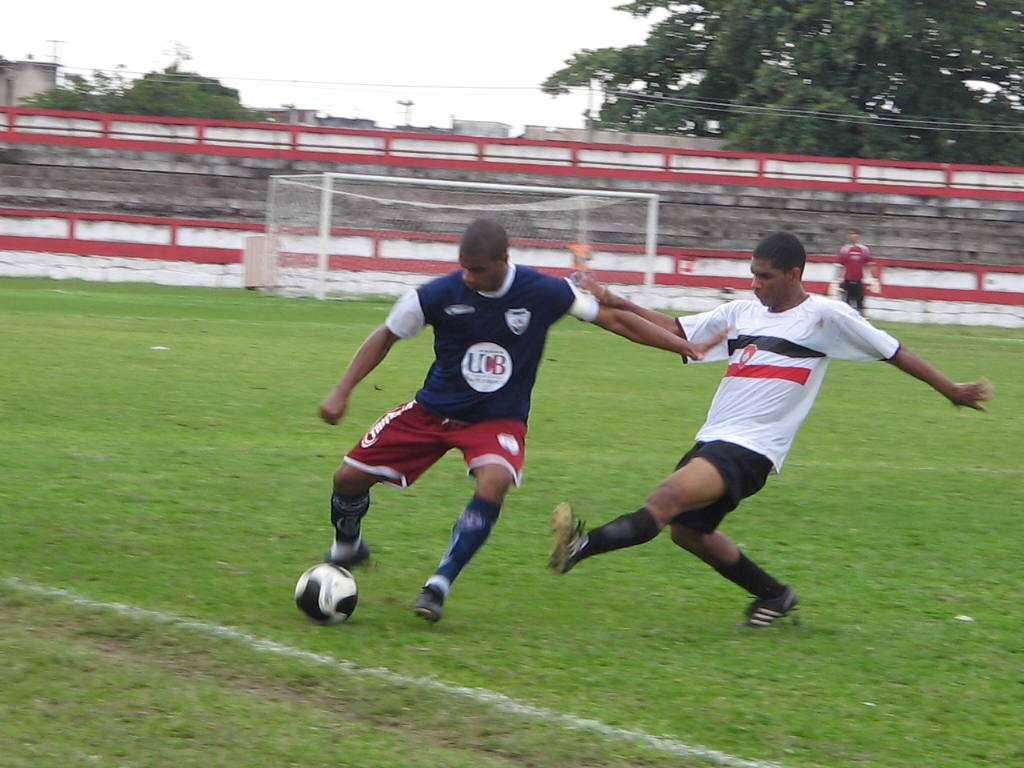
Uniforme reserva da agremiação. Foto de Paulo Roberto Rodrigues

Em 1991, ocorre a fusão com o Clube de Xadrez de Araruama, originando a denominação atual de Rubro Social Esporte Clube. Apesar disso, a equipe requere um pedido de licença à FFERJ e só retorna às competições em 1994, na Segunda Divisão travestida de Terceira, visto que o segundo módulo virara Intermediário. O atual Rubro Social foi formado a partir da fusão do Rubro Atlético Clube, fundado a 5 de julho de 1954, e o Clube de Xadrez
Em 1994, se classifica à fase final ao ficar em segundo lugar na Chave "C", atrás somente do Goytacaz Futebol Clube. O Esporte Clube Italva é o terceiro seguido de Rio das Ostras Futebol Clube, Paduano Esporte Clube, União Macaé Esporte Clube, Barra Futebol Clube, Atlético Clube Apollo e Carapebus Esporte Clube. Na fase final o Goytacaz consegue a classificação para a final contra o Nova Iguaçu, estreante e segundo colocado. o Rubro Social é o terceiro, seguido de América Futebol Clube-TR, Heliópolis Atlético Clube e Everest Atlético Clube. O Nova Iguaçu se sagra campeão ao vencer o Goytacaz, nos pênaltis (3 a 2), em Friburgo, após 0 a 0 no tempo normal. No fim das contas os seis clubes são convidados a integrar a Divisão Intermediária no ano seguinte.
Em 1995, passa então a Divisão Intermediária como convidado e fica na sétima posição em sua chave, não se classificando à fase final. O Barra Futebol Clube é o primeiro, seguido de América Futebol Clube-TR, Esporte Clube Italva, Serrano Foot Ball Club, Barra da Tijuca Futebol Clube, Olympico Futebol Clube, Rubro Social, Heliópolis Atlético Clube, Canto do Rio Foot-Ball Club e Everest Atlético Clube. Na final o Barra vence por 1 a 0 o Barra Mansa e conquista o título do Módulo Intermediário de 1995.
Em 1996, se licencia do Módulo Intermediário e disputa apenas a Copa Rio, jogada apenas por times da Baixada Fluminense e do interior. Presidente Adail Raposo. Diretor de Futebol Tadeu Sergio Moreira da Silva. Treinador Manoel Neto. Preparador Fisico Marcelo da Costa Nunes (Escolhido como o meu Preparador Físico da Copa Rio 1996), batendo na final o Mesquita (comandado por Dário Lourenço).
Advém um novo período de licenciamento que se estende até 1997, quando o clube retorna na Segunda Divisão, quando fica apenas em sexto lugar no seu grupo, não se classificando para a fase seguinte. Em sua chave o líder é o Friburguense Atlético Clube, seguido de Bonsucesso Futebol Clube, Goytacaz Futebol Clube, Céres Futebol Clube, Tio Sam Esporte Clube, Rubro Social e Associação Esportiva Macaé Barra Clube. Na final, o Friburguense bateu o Céres e ficou com a única vaga para a Primeira Divisão. Naquele tempo só ascendia uma equipe à elite do futebol fluminense.
Em 1998, se licencia novamente das competições de âmbito profissional.
Volta em 2000 na Segunda Divisão. Na fase preliminar elimina o Rodoviário Piraí Futebol Clube. Na segunda fase fica em quarto, atrás de Nova Iguaçu Futebol Clube, Esporte Clube Barreira e Mesquita Futebol Clube. o quinto colocado, Everest Atlético Clube, é eliminado. Na fase seguinte se classifica em segundo lugar atrás apenas do Angra dos Reis Esporte Clube. Cosmos Social Clube, Campo Grande Atlético Clube, Everest Atlético Clube, Duquecaxiense Futebol Clube e Tamoio Futebol Clube são eliminados. Nas quartas de final o Rubro derrota o CFZ do Rio Sociedade Esportiva e se classifica para as semifinais, nas quais é eliminado pela futura campeã da competição, a Associação Atlética Portuguesa.
Em 2001, chega apenas à segunda fase do campeonato. Na primeira fase, no Grupo "B", se classifica em segundo, atrás do Macaé Sports. O Copacabana Sport Club é o terceiro habilitado e o Esporte Clube Costeira é eliminado. Na segunda fase é eliminado ao ficar na sexta posição de sua chave e acaba rebaixado, pois a primeira fase era apenas uma preliminar. Caem Rubro, Canto do Rio Foot-Ball Club e Casimiro de Abreu Esporte Clube. O primeiro classificado é o Bonsucesso Futebol Clube e o segundo é o CFZ do Rio Sociedade Esportiva. O Independente Esportes Clube Macaé, já eliminado, é o terceiro, seguido de Rodoviário Piraí Futebol Clube e Céres Futebol Clube.
No ano seguinte se licencia das competições, voltando apenas em 2003.
Em 2003, o campeonato da Segunda Divisão tem uma fase preliminar, uma seletiva, em que clubes da Terceira Divisão também disputam. Os que vencessem essa fase teriam vaga na Segunda Divisão do mesmo ano. Na seletiva acaba eliminado pelo Volta Redonda Futebol Clube que fora rebaixado no mesmo ano à Série B. Na primeira fase o Rubro se classificou em primeiro em sua chave deixando União Central Futebol Clube e Independente Esportes Clube Macaé eliminados. Na segunda fase acabou eliminado pelo Volta Redonda Futebol Clube. O campeão naquele ano foi a Associação Atlética Portuguesa.
O Rubro acaba disputando a Terceira Divisão no mesmo ano, mas termina em último no Grupo "E", ficando fora da fase seguinte. Se classificam Mesquita Futebol Clube, Rio das Ostras Futebol Clube e Campo Grande Atlético Clube. União de Marechal Hermes Futebol Clube, Resende Futebol Clube e Rubro são eliminados. São promovidos naquele ano Bonsucesso Futebol Clube e Mesquita Futebol Clube à Série B.
Em 2004, é eliminado na primeira fase ao ficar em terceiro entre cinco participantes. Se classificam Profute Futebol Clube e Independente Esportes Clube Macaé. Rubro, Quissamã Futebol Clube e Esprof Atlético de Futebol e Clube são eliminados. CFZ do Rio Sociedade Esportiva e Independente Esportes Clube Macaé são promovidos à Série B.
Em 2005, devido a passivos trabalhistas, perde a sua praça de esportes, o Mário Castanho, que é vendido em leilão para o Guanabara Esporte Clube, se tornando Arena Guanabara.
Sagra-se vice-campeão da Terceira Divisão ao perder a final para o Estácio de Sá Futebol Clube. Na primeira fase se classifica em quarto lugar atrás do Esporte Clube Miguel Couto, Profute Futebol Clube, Paraíba do Sul Futebol Clube e Rubro. Artsul Futebol Clube, Associação Atlética Colúmbia e Futuro Bem Próximo Atlético Clube são eliminados. Nas quartas de final o Rubro elimina o Villa Rio Esporte Clube e nas semifinais bate o Tigres do Brasil. Finalmente na final, perece diante do Estácio de Sá Futebol Clube, que eliminara o Esporte Clube Miguel Couto, mas finalmente o Rubro, como vice-campeão, consegue retornar à Série B do Rio de Janeiro.
Em 2006, iria para a Terceira Divisão por ter sido eliminado na fase preliminar. Por conta de medidas judiciais permanece na Segunda Divisão não havendo rebaixados nesse ano. Na fase inicial fica em último em sua chave. Os classificados à fase seguinte são Boavista Sport Club, Macaé Esporte Futebol Clube e Artsul Futebol Clube. Os eliminados são São Cristóvão de Futebol e Regatas, Olaria Atlético Clube, Villa Rio Esporte Clube, Bonsucesso Futebol Clube e Rubro. O campeão e promovido daquele ano é o Boavista Sport Club.

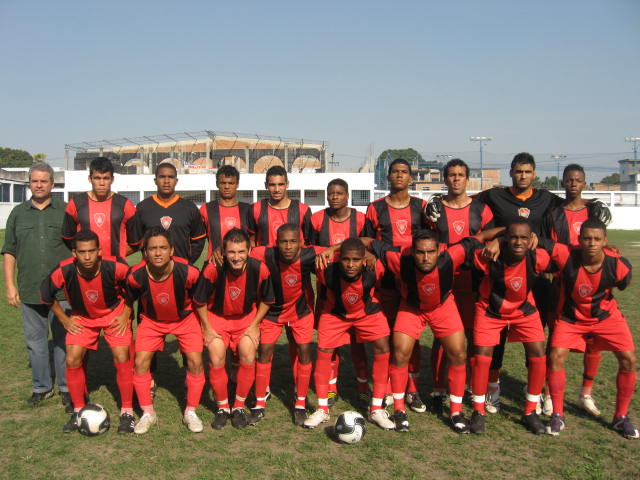
Equipe profissional do Rubro Social em 2009

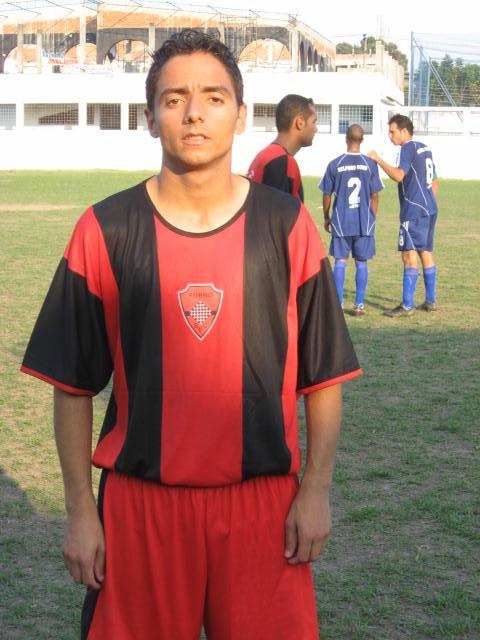
Carlinhos ostentando o uniforme do Rubro Social em 2009

Em 2007, é rebaixado após ser último na primeira fase e último na fase de repescagem. Na primeira fase se classificam na chave Mesquita Futebol Clube, Duque de Caxias Futebol Clube, CFZ do Rio Sociedade Esportiva e Bonsucesso Futebol Clube. Bangu Atlético Clube e Angra dos Reis Esporte Clube são eliminados e o Rubro vai para o torneio da morte. No chamado Grupo "X" se salvam da degola Profute Futebol Clube e Artsul Futebol Clube, enquanto Casimiro de Abreu Esporte Clube e Rubro acabam rebaixados à Série C.
Em 2008, já na Terceira Divisão, é primeiro em seu grupo na primeira fase, superando Canto do Rio Foot-Ball Club, Deportivo La Coruña Brasil Futebol Clube, Tomazinho Futebol Clube e União Central Futebol Clube. Mas não consegue passar da segunda fase, na qual fica em terceiro no Grupo "II", atrás de Fênix 2005 Futebol Clube e Campo Grande Atlético Clube. Os promovidos naquele ano foram Quissamã Futebol Clube e Campo Grande Atlético Clube.
Em 2009, se classifica em terceiro no Grupo "D", atrás do Clube Atlético Castelo Branco e Heliópolis Atlético Clube. E à frente dos eliminados Clube de Futebol Rio de Janeiro e Esporte Clube Marinho. Na segunda fase acaba eliminado ao ficar em terceiro no Grupo "II", atrás de Rio das Ostras Futebol Clube e Clube Atlético Castelo Branco e à frente do Barcelona Esporte Clube. Naquele ano foram promovidos Sampaio Corrêa Futebol e Esporte, Fênix 2005 Futebol Clube e Rio das Ostras Futebol Clube, que acabou não jogando no ano seguinte e foi novamente rebaixado.
Em 2010, o Rubro se classifica em segundo no Grupo "C", atrás somente do Campo Grande Atlético Clube e à frente do terceiro habilitado, o Duquecaxiense Futebol Clube. Os eliminados são Barcelona Esporte Clube, Futuro Bem Próximo Atlético Clube e Nilópolis Futebol Clube. Na segunda fase o time é eliminado, no Grupo "III", ao ficar em último na chave, atrás dos classificados Clube de Futebol Rio de Janeiro e Associação Desportiva Itaboraí. O Kaiserburg Futebol Clube, também fora, ficou na terceira posição. Foram promovidos Esporte Clube São João da Barra, Barra Mansa Futebol Clube e Serra Macaense Futebol Clube.
Em 2011, não passa da primeira fase. Fica em quinto lugar no Grupo "D" à frente apenas do Clube de Futebol São José. Se classificam Goytacaz Futebol Clube, Barcelona Esporte Clube, Santa Cruz Futebol Clube e Associação Atlética Carapebus. São promovidos Goytacaz Futebol Clube, Juventus Futebol Clube e Associação Atlética Carapebus.
Em 2012, se classifica no Grupo "D", na liderança, à frente de Paduano Esporte Clube, Clube de Futebol São José e Sociedade Esportiva de Búzios. O Atlético Clube Apollo é eliminado. Na segunda fase fica na lanterna do Grupo "E" cujos classificados foram Clube Atlético da Barra da Tijuca e América Futebol Clube (TR). O Barcelona Esporte Clube também acaba eliminado. Os promovidos foram Paduano Esporte Clube, América Futebol Clube (TR) e Clube Atlético da Barra da Tijuca.
O time hoje está totalmente desvinculado da parte social, mas retornou à cidade de Araruama, após baseado no bairro de Campo Grande, na Zona Oeste do Rio de Janeiro, por seis anos.

## Títulos

### Estaduais
- Copa Rio: 1996
- Vice-Campeonato Carioca da Terceira Divisão: 1981 e 2005Tecnico Manoel Neto. Preparador Fisico Marcelo da Cosata Nunes. Duretor de Futebol Tadeu Sergio Moreira da Silva. Presidente Adail.Raaposo.

### Torneios Regionais
- Troféu Papo Esportivo: 2011

## Fonte
- VIANA, Eduardo. Implantação do futebol Profissional no Estado do Rio de Janeiro. Rio de Janeiro: Editora Cátedra, s/d.